# Phil Shinnick
Phillip Kent Shinnick (ur. 21 kwietnia 1943 w Spokane) – amerykański lekkoatleta specjalizujący się skoku w dal, rekordzista świata.

## Kariera
25 maja 1963 roku na zawodach w Modesto Phil Shinnick skoczył na odległość 8,33 m i poprawił o dwa centymetry rekord świata w skoku w dal należący do radzieckiego skoczka Igora Ter-Owanesiana. Sędziowie zgłosili jego wynik jako rekord świata, jednak nie został on zatwierdzony przez IAAF ze względu na wątpliwości co do pomiaru siły wiatru. Amerykański lekkoatleta kwestionował występowanie wiatru podczas skoku i zlecił specjalistyczną analizę filmu z zawodów pod tym kątem. W końcu jego rekord został oficjalnie zatwierdzony – po raz pierwszy w 2003 roku przez organizację USATF jako były rekord Stanów Zjednoczonych, a następnie w 2021 przez World Athletics jako były rekord świata, 58 lat po ustanowieniu.
W 1964 roku zajął trzecie miejsce w amerykańskich kwalifikacjach do igrzysk olimpijskich (podczas których jego rodak Ralph Boston pobił jego rekord świata skokiem na odległość 8,34 m). Zakwalifikował się tym samym na Letnie Igrzyska Olimpijskie 1964 w Tokio, na których zajął ex aequo 22. miejsce.